# Спиди-гонщик: Новое поколение
Спиди-гонщик: Новое поколение (англ. Speed Racer: The Next Generation) — американский мультсериал, основанный на японской серии манги и аниме 1960-х годов «Спиди-гонщик». Мультсериал является третьим по счёту продолжением оригинального аниме. В его создании принимали участие студии Animation Collective, Lions Gate Entertainment и не существующая в настоящее время Collideascope Studios. Исполнительным продюсером выступал Ларри Шварц.
Сюжет мультсериала начинает развиваться через несколько десятков лет после событий оригинального аниме. Главным героем является подросток-сирота по имени Спид (от английского Speed — «скорость»), который поступает в Академию Гонок, основанную семьёй загадочно исчезнувшего Спиди-гонщика. Там он сталкивается с сыном Спиди, лучшим гонщиком в академии по имени Икс. Выясняется, что Спид — второй сын Спиди-гонщика, а следовательно, Икс — его брат. На протяжении последующих серий Спид и его новые друзья обучаются в академии, пытаются раскрыть тайну исчезновения Спиди-гонщика и создать новый супер-автомобиль «Mach 6», улучшенную версию «Mach 5», на которой ездил прославленный Спиди.
Мультсериал создавался частично для рекламы художественного фильма по мотивам серии, а его первая серия была показана на американском телеканале Nicktoons Network за неделю до того, как фильм появился в кинотеатрах. Однако фильм и мультсериал — независимые проекты, в которых показаны разные поколения «Спиди-гонщиков».